# 그림형제 (텔레비전 프로그램)
《그림형제》는 대한민국의 tvN에 방송 중인 예능 프로그램이다.

## 기획 의도
대한민국 웹툰 작가 이말년, 주호민이 길거리 시민들과 그림 퀴즈를 하는 프로그램

## 방송 일정
| 방송 채널 | 방송 기간              | 방송 시간                            | 비고 |
| --------- | ---------------------- | ------------------------------------ | ---- |
| tvN       | 2023년 2월 17일 ~ 현재 | 매주 금요일 밤 10시 40분 ~ 10시 50분 |      |

## 출연진
- 이말년
- 주호민

## 같이 보기
- 웹툰 작가 목록
- 나영석 PD